# Никифоров, Дмитрий Константинович

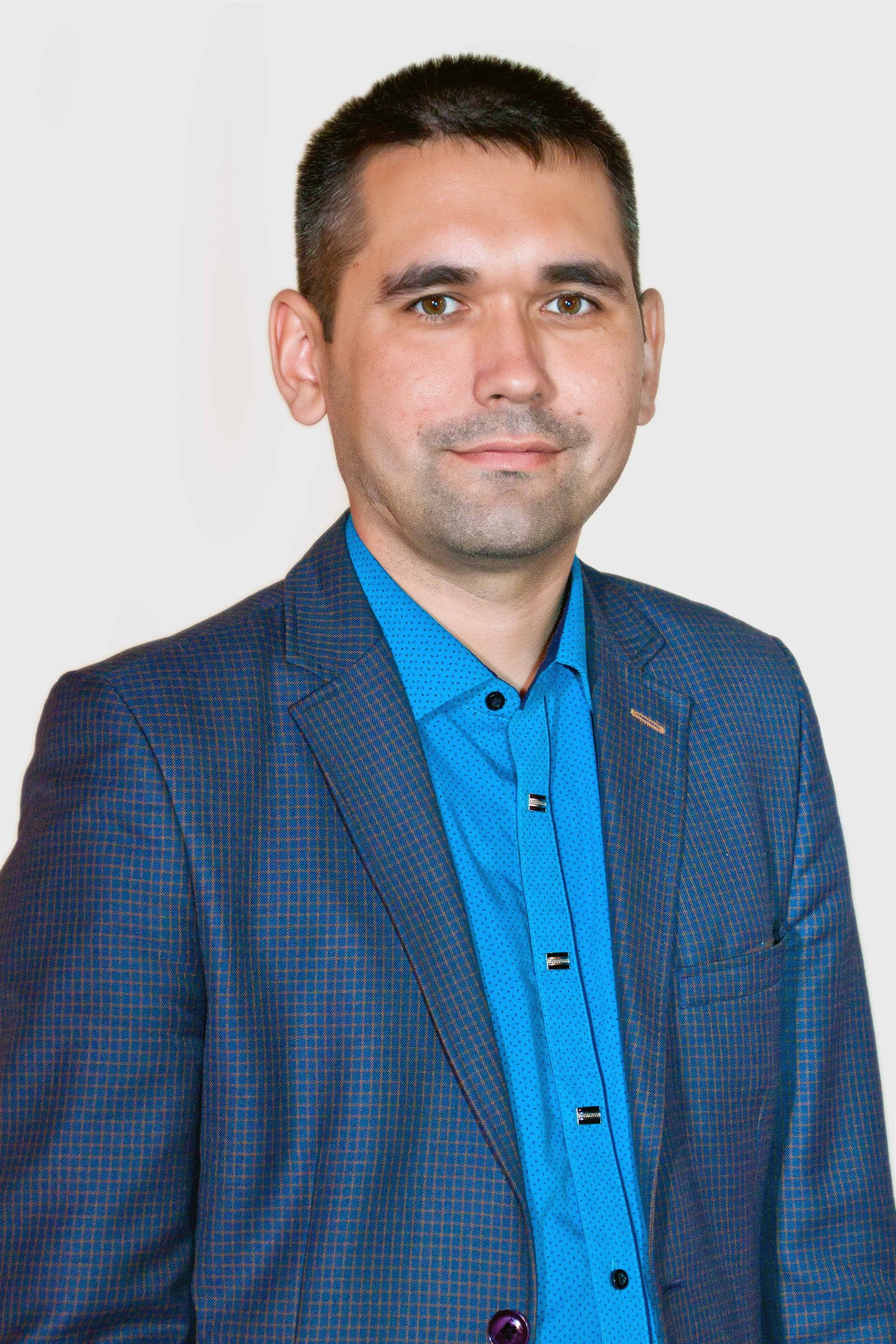

Никифоров Дмитрий Константинович (09 августа 1984, Иркутск) — российский шашист, специализирующийся в игре на малой доске (шашки-64), многократный чемпион Иркутской области по русским шашкам, чемпион сибирского федерального округа 2017 и 2018 г — «Молниеносная» программа, чемпион мира среди юношей по русским шашкам 2004 г версия МАРШ, призер первенств России среди юношей, призер всероссийских турниров среди мужчин: кубок «Байкала» г.Улан-Удэ, кубок «Информационных технологий» г.Казань, турнир памяти Гурбанова Г.М. г.Махачкала.
Бронзовый призер кубка России 2018 среди мужчин — «Быстрая» программа. Участник 33-го чемпионата мира по шашкам 64 (русская версия) в Нижневартовске. Участник Чемпионатов Европы 2019 года и 2021 года по шашкам-64 среди мужчин.
Чемпионат Европы по русским шашкам среди мужчин 2019
Мастер спорта России с 2005 года. Гроссмейстер России с 2022 года. Помимо непосредственно игровой карьеры занимается тренерской и судейской деятельностью. В 2018 и 2019 году организовал товарищеские матчевые встречи по русским и международным шашкам между командами Монголии, Республики Бурятия и двумя командами Иркутской области. В 2021 году стал соавтором двух книг по русским шашкам "Гамбитные позиции" и "Нестандартные позиции и приемы в эндшпиле".Проживает в Иркутске.